# ان‌جی‌سی ۵۰۳
ان‌جی‌سی ۵۰۳ (انگلیسی: NGC 503) یک کهکشان بیضی شکل در صورت فلکی ماهی است که تقریباً ۲۶۵ میلیون سال نوری از سامانه خورشیدی فاصله دارد و در ۱۳ اوت ۱۸۶۳ توسط ستاره‌شناس آلمانی، هاینریش لویی داره کشف شد.